# Join the Army
Join the Army ist das zweite Studioalbum der US-amerikanischen Band Suicidal Tendencies. Es erschien im Juni 1987 bei Caroline Records. Es gilt als eines der bekanntesten Crossover-Alben zwischen Hardcore und Thrash Metal und als Genreklassiker. Possessed to Skate wurde zugleich zu einer Hymne des Skatepunk.

## Entstehung und Stil
Es dauerte vier Jahre vom Debüt Suicidal Tendencies bis zur nächsten Albumveröffentlichung, da es die Band aufgrund ihres Rufs schwer hatte ein Label zu finden – so hatte sie etwa in Los Angeles Auftrittsverbot. Schließlich konnten Suicidal Tendencies bei Caroline Records unterzeichnen. Vom ursprünglichen Line-up waren nur noch Mike Muir und Bassist Louiche Mayorga geblieben, der auch auf Join the Army die meisten Songs schrieb. Auf dem Album nahmen, beeinflusst von Gitarrist Rocky George, im Vergleich zum Debüt die Metal-Elemente zu, wodurch manche Hardcore-Fans abgeschreckt wurden. Der Kurs in Richtung Metal wurde mit den folgenden Alben bis Anfang der 1990er-Jahre fortgesetzt. Das Album erreichte Platz 100 der Billboard 200.

## Rezeption
Eduardo Rivadavia von Allmusic bezeichnete das Album als ein „Übergangsalbum“ vom Hardcore zum Thrash Metal. Außer bei ein paar guten Momenten wie Possessed to Skate und War Inside My Head sei das Album schlecht geschrieben, schlecht gespielt und schrecklich produziert. Er vergab drei von fünf Sternen. Das Magazin Rock Hard nahm das Album 2009 in seine Liste der „250 Thrash-Metal-Alben, die man kennen sollte“, auf.

## Titelliste
1. Suicidal Maniac (Rocky George, Mike Muir) – 2:57
2. Join the Army (Louiche Mayorga, Muir) – 3:37
3. You Got, I Want (Suicidal Tendencies) – 2:55
4. A Little Each Day (Muir) – 4:08
5. The Prisoner (Mayorga, Muir) – 2:53
6. War Inside My Head (Mayorga, Muir) – 3:51
7. I Feel Your Pain and I Survive (George, Muir) – 3:27
8. Human Guinea Pig (Suicidal Tendencies) – 2:05
9. Possessed to Skate (Mayorga, Muir) – 2:34
10. No Name, No Words (Mayorga, Muir) – 2:35
11. Born to Be Cyco (Mayorga, George, Muir) – 2:13
12. Two Wrongs Don't Make a Right (But They Make Me Feel a Whole Lot Better) (George, Muir) – 2:49
13. Looking in Your Eyes (Mayorga, Muir) – 2:50